# Chris de Beet
Christoffel ('Chris') de Beet (Bunnik, 19 november 1944 - Bilthoven, 28 juli 2011) was een Nederlandse antropoloog en surinamist.
Na het Wageningsch Lyceum te hebben doorlopen, vervulde De Beet zijn diensttijd in Suriname, waardoor hij voor de rest van zijn leven geboeid raakte door het land en zijn bevolking. Terug in Nederland studeerde hij culturele antropologie bij de professoren H.Th. Fischer, J.van Baal en H.U.E. Thoden van Velzen aan de Rijksuniversiteit Utrecht. Kort na zijn afstuderen in 1972 vertrok hij met partner Miriam Sterman, eveneens een antropologe, naar Suriname voor antropologisch veldwerk onder de Matawai, een gemeenschap van Marrons (vroeger Bosnegers genoemd) die gevestigd is langs een deel van de Saramaca in het binnenland. Ze zouden er meer dan twee jaar onderzoek verrichten; later promoveerden zij op dit onderzoek bij Thoden van Velzen met een gezamenlijke dissertatie. De Beet werkte inmiddels als wetenschappelijk medewerker aan het antropologisch instituut van de Universiteit van Amsterdam. Vanaf 1979 werkte hij eveneens voor het project Bronnenonderzoek Bosnegersamenlevingen, dat door WOTRO werd gesubsidieerd. Alleen of met onderzoekspartners publiceerde hij tussen 1979 en 1995 in het kader van dit project een aantal historische monografieën in de reeks Bronnen voor de Studie van Bosneger Samenlevingen. 
Gaandeweg raakte De Beet breder geïnteresseerd in de geschiedenis van de marronage en de Nederlandse slavenhandel naar Suriname en het Caribisch gebied. Hij reisde daarvoor naar Jamaica, waar eveneens marrongemeenschappen zijn, en Sierra Leone. Bovendien deed hij onderzoek in het Zeeuws Archief te Middelburg waar hij de stukken van de slavenhandelaars van de Middelburgse Commercie Compagnie bestudeerde: correspondentie, contracten, vrachtlijsten en dergelijke. De synthese van dit onderzoek is niet tot stand kunnen komen. Chris de Beet overleed op 28 juli 2011 na een kortstondig ziekbed.